# Eric Mulder
Eric Wolfgang Amadeus Mulder, né le 29 février 1956 à Almelo, est un biologiste et paléontologue néerlandais. Il a été conservateur au Musée Natura Docet pendant plus de quarante ans.

## Parcours de vie et travail
Eric Mulder a grandi à Almelo. Déjà enfant, il s'intéressait aux animaux et aux fossiles. C'est pourquoi il a choisi d'étudier la biologie (zoologie) à l'université Radboud de Nimègue, avec la paléontologie comme matière mineure.
Après ses études, Mulder est retourné à Twente, où il était conservateur au Museum Natura Docet à Denekamp depuis 1982. En 2003, il obtient son doctorat à l'université libre d'Amsterdam sur le thème des reptiles fossiles des sédiments crayeux marins du sud du Limbourg. Depuis 2018, il est également conférencier invité en biologie évolutive du développement au programme de baccalauréat spécialisé "Origins" de l'université de Twente. Mulder donne également régulièrement des conférences de vulgarisation scientifique. Depuis 2018, il donne des conférences sur l'évolution dans le cadre du programme "Shaping the Future" du programme Bachelors Honours de l'université de Twente. A l'occasion de ses adieux, Natura Docet organise en 2022 une exposition spéciale intitulée 'Cabinet des Curiosités d'Eric'.
Mulder est marié et vit désormais à Oldenzaal.

## Prix
À sa retraite en tant que conservateur, Mulder fut nommé chevalier de l'ordre d'Orange-Nassau en 2022. De plus, à l'occasion de sa retraite, deux espèces de coquilles de bivalves fossiles ont été nommées en son honneur. Celles-ci se sont avérées nouvelles pour la science : Wolfgangella neilpearti et Wolfgangella ignota ; tous deux issus des sédiments marins du Crétacé de Sint-Pietersberg près de Maastricht.